# Strzelectwo na Olimpiadzie Letniej 1906 – rewolwer wojskowy, 20 m (Gras 1873–1874)
Rewolwer wojskowy, 20 m (Gras 1873-1874), był jedną z konkurencji strzeleckich rozgrywanych podczas Olimpiady Letniej 1906 w Atenach. Zawody odbyły się 23 kwietnia na strzelnicy w Kallithei, miejscowości położonej niedaleko Aten.
Startowało 31 strzelców z dziewięciu krajów. Zawodnicy mogli oddać 30 strzałów, za każdy z nich można było zdobyć 10 punktów. Maksymalna liczba punktów do zdobycia – 300.

## Wyniki
| Miejsce       | Zawodnik                    | Trafienia w tarczę | Wynik |
| ------------- | --------------------------- | ------------------ | ----- |
| 1             | Jean Fouconnier             | 30                 | 219   |
| 2             | Raoul de Boigne             | 30                 | 216   |
| 3             | Hermann Martin              | 30                 | 215   |
| 4             | Maurice Lecoq               | 30                 | 211   |
| 5             | Ludwig Ternajgo             | 30                 | 208   |
| 6             | Aristidis Rangawis          | 30                 | 201   |
| 7             | Louis Richardet             | 29                 | 199   |
| 8             | Aristidis Kronis            | 29                 | 198   |
| 9             | Maurice Faure               | 30                 | 197   |
| 10            | Aleksandros Teofilakis      | 30                 | 193   |
| 11            | Joanis Papapanajotu         | 30                 | 192   |
| 12            | Konrad Stäheli              | 29                 | 192   |
| 13            | Anastasios Metaksas         | 29                 | 192   |
| 14            | Frangiskos Mawromatis       | 29                 | 191   |
| 15            | Heinrich Hintermann         | 29                 | 191   |
| 16            | Léon Moreaux                | 29                 | 189   |
| 17            | Konstandinos Skarlatos      | 29                 | 187   |
| 18            | Eric Carlberg               | 29                 | 179   |
| 19            | Mattias Triandafilidis      | 30                 | 168   |
| 20            | Jeorjos Orfanidis           | 29                 | 166   |
| 21            | Gerald Merlin               | 28                 | 162   |
| 22            | Vilhelm Carlberg            | 28                 | 136   |
| 23            | Caspar Widmer               | 27                 | 136   |
| 24            | Cesare Liverziani           | 25                 | 133   |
| 25            | Jeorjos Zisimos             | 23                 | 121   |
| 26            | Sándor Török de Szendrő     | 26                 | 117   |
| 27            | Jean Reich                  | 20                 | 103   |
| 28            | László Szemere              | 16                 | 85    |
| 29            | Antonín Ehrenberger         | 13                 | 55    |
| Nie ukończyli | Sidney Merlin               |                    |       |
| Nie ukończyli | Marcel Meyer de Stadelhofen |                    |       |